# Erdut

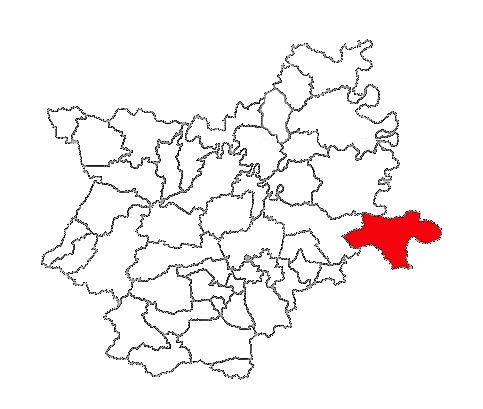
Lage der Gemeinde Erdut in der Gespanschaft Osijek-Baranja

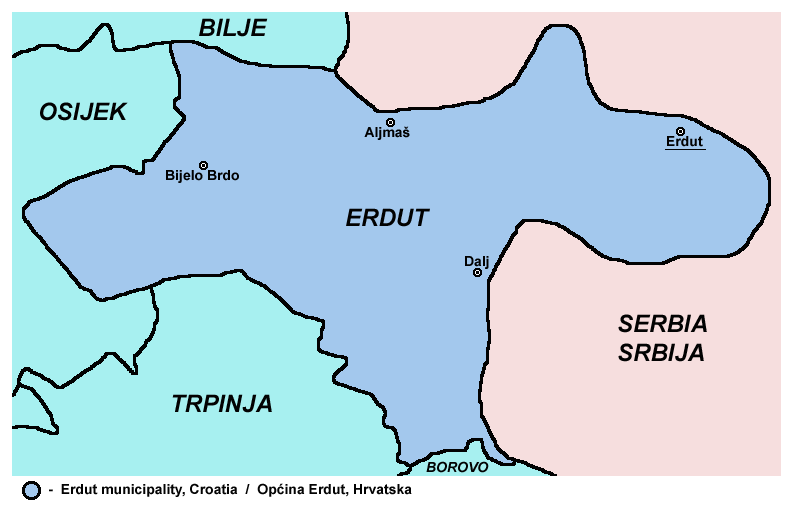
Die Gemeinde Erdut im Osten Kroatiens

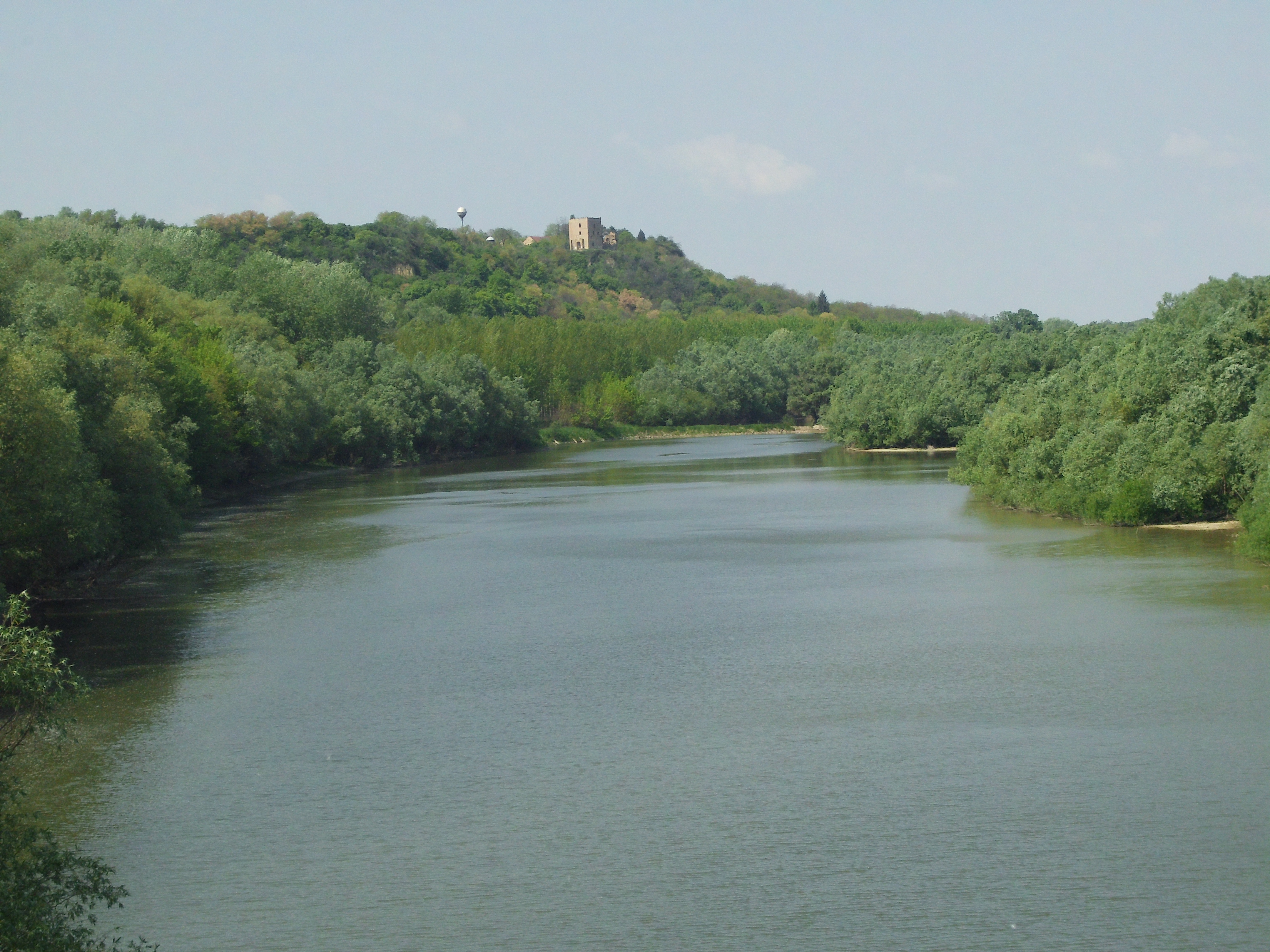
Donau bei Erdut

Erdut (serbisch-kyrillisch Ердут; ungarisch Erdőd, deutsch veraltet Erdung) ist ein Ort im äußersten Osten Kroatiens und zugleich namensgebender Teil einer Gemeinde (kroat. općina), welche die Orte Erdut, Dalj, Aljmaš, Bijelo Brdo sowie die verstreuten Anwesen der Daljska planina umfasst und nach letzter Zählung 7308 Einwohner aufweist (Stand 2011). Die Gemeinde ist Teil der Gespanschaft Osijek-Baranja, des nordöstlichsten Bezirks Slawoniens. Der Gemeindesitz ist Dalj.

## Geographische Lage
Erdut liegt weit vorgeschoben in einer großen Schleife der Donau, welche hier – auf etwa 85 Metern Seehöhe – die Grenze zwischen Kroatien und Serbien bildet; der Ort selbst liegt etwa 70 Meter über dem Strom. Eine Straßenbrücke (Verbindung der Hauptstadt Slawoniens, Osijek, mit dem serbischen Subotica) sowie eine Brücke der Eisenbahnlinie Vinkovci/Osijek–Sombor–Subotica bilden Grenzübergänge in den Nachbarstaat (siehe auch Donautrajekt Gombos-Erdöd).
Der Höhenzug, welcher die gesamte Donauschleife in ihrer West-Ost-Ausdehnung durchzieht und auf seiner Nordseite zum Strom steil abfällt, wird nach der Ortschaft Dalj die Daljska planina genannt. Fruchtbare Lößböden ermöglichen beste Bedingungen für Obst-, Gemüse- und Weinbau. Das Weingut von Erdut ist für seine ausgezeichneten Weißweine bekannt.

## Geschichte

### Antike
Die Gemeinde Erdut war bereits in der Bronzezeit von Menschen besiedelt. Während den ersten Ausgrabungen im Jahr 1902 auf einem Acker und einem Hügel nahe dem Ort wurden zahlreiche archäologische Artefakte aus dieser Zeit gefunden. Zu den gefundenen Exponaten gehörten unter anderem Keramikfragmente, Knochen, Steinwerkzeuge und Waffen. Des Weiteren gibt es Hinweise, dass die Umgebung auch in der Eisenzeit bewohnt war. An einem weiteren Ort in der Nähe von Erdut wurden weitere Ausgrabungen durchgeführt und ebenfalls archäologische Artefakte entdeckt, die der Vučedol-Kultur und der Hallstattzeit zugeordnet werden.

### Mittelalter
Im Jahr 1335 wird Erdut zum ersten Mal urkundlich erwähnt und im Jahr 1552 wurde der Ort, so wie die nähere Umgebung, von den Türken erobert und besetzt. Während des Großen Türkenkrieges im Jahre 1687 nach der Schlacht bei Mohács wurde der Ort von seinen Besatzern wieder befreit. Nach dem Rückzug der Türken kam es unter die Militärverwaltung der Habsburgermonarchie und wurde Teil der Militärgrenze.

### Frühneuzeit
Bis 1918 gehörte der Ort zum Komitat Virovititz und war Teil des Königreiches Kroatien und Slawonien. Nach Ende des Ersten Weltkrieges wurde die Region in die Gespanschaft Virovitica des neu entstandenen Staates der Slowenen, Kroaten und Serben eingegliedert. Kurze Zeit später gehörte die Ortschaft zum Königreich Jugoslawien.

### Neuzeit
Mit Beginn des Kroatienkrieges wurde Erdut 1991 Teil der international nicht anerkannten Republik Serbische Krajina. Während des Krieges kam es in der Ortschaft Dalj zum Massaker von Dalj bei dem über 100 Menschen ermordet wurden. Nach der Militäroperation Oluja im Jahr 1995 wurde hier das Abkommen von Erdut zwischen den Krajina-Serben und der Regierung Kroatiens geschlossen, in dem – im Gegensatz zur militärischen Rückeroberung der besetzten Teile Kroatiens – die friedliche Reintegration Ostslawoniens in das souveräne Kroatien geregelt wurde. Nach der Übergangszeit einer Verwaltung unter UN-Mandat (UNTAES) ist Erdut seit 1998 wieder in Kroatien integriert.

## Bevölkerung
| Bevölkerungsentwicklung | Bevölkerungsentwicklung | Bevölkerungsentwicklung | Bevölkerungsentwicklung | Bevölkerungsentwicklung | Bevölkerungsentwicklung | Bevölkerungsentwicklung | Bevölkerungsentwicklung | Bevölkerungsentwicklung | Bevölkerungsentwicklung | Bevölkerungsentwicklung | Bevölkerungsentwicklung | Bevölkerungsentwicklung | Bevölkerungsentwicklung | Bevölkerungsentwicklung | Bevölkerungsentwicklung | Bevölkerungsentwicklung | Bevölkerungsentwicklung |
| ----------------------- | ----------------------- | ----------------------- | ----------------------- | ----------------------- | ----------------------- | ----------------------- | ----------------------- | ----------------------- | ----------------------- | ----------------------- | ----------------------- | ----------------------- | ----------------------- | ----------------------- | ----------------------- | ----------------------- | ----------------------- |
| 1857                    | 1869                    | 1880                    | 1890                    | 1900                    | 1910                    | 1921                    | 1931                    | 1948                    | 1953                    | 1961                    | 1971                    | 1981                    | 1991                    | 2001                    | 2011                    | 2021                    |                         |
| 759                     | 1266                    | 1226                    | 1342                    | 1572                    | 1779                    | 1563                    | 1538                    | 1424                    | 1512                    | 1814                    | 1718                    | 1517                    | 1459                    | 964                     | 805                     | 561                     |                         |

## Sehenswürdigkeiten
- Die mittelalterliche Burg Erdut liegt unweit des Ortes auf einem Hügel über der Donau und wurde zum ersten Mal 1472 erwähnt. Die Burg hat einen defensiven Charakter und beinhaltet eine massive Konstruktion mit Türmen aus gezackten Kronen. Erhalten geblieben ist ein dreigeschossiger Rundturm mit einer Terrasse im letzten oberen Teil des Wehrgangs. Der äußere Mauermantel ist mit Ziegeln verstärkt, aus denen die gesamte Burg erbaut wurde. Sichtbar sind die Überreste der Burgmauer, das mit dem zweiten Turm des quadratischen Grundrisses verbunden ist. Dieser wurde auf älteren Fundamenten errichtet.[8]
- Das Schloss Adamović wurde im 19. Jahrhundert erbaut und im Jahr 1890 um einen östlichen Trakt mit einem Weinkeller erweitert. An der Südseite des Schlosses befindet sich ein kleiner Park.[9]
- Im Geburtshaus des serbischen Mathematikers und Klimatologen Milutin Milanković in Dalj wurde ein Museum eingerichtet.

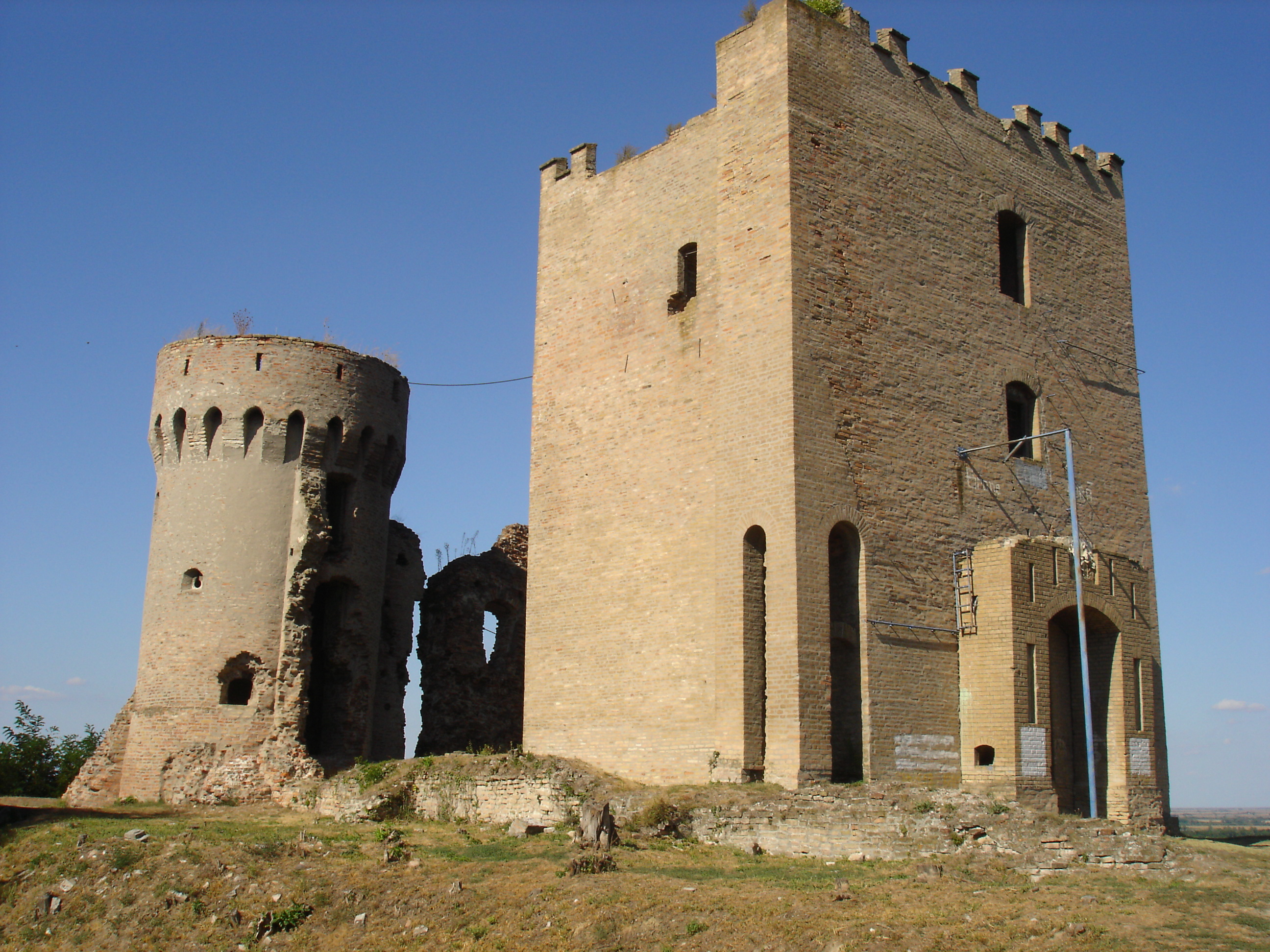
Burgruine Erdut
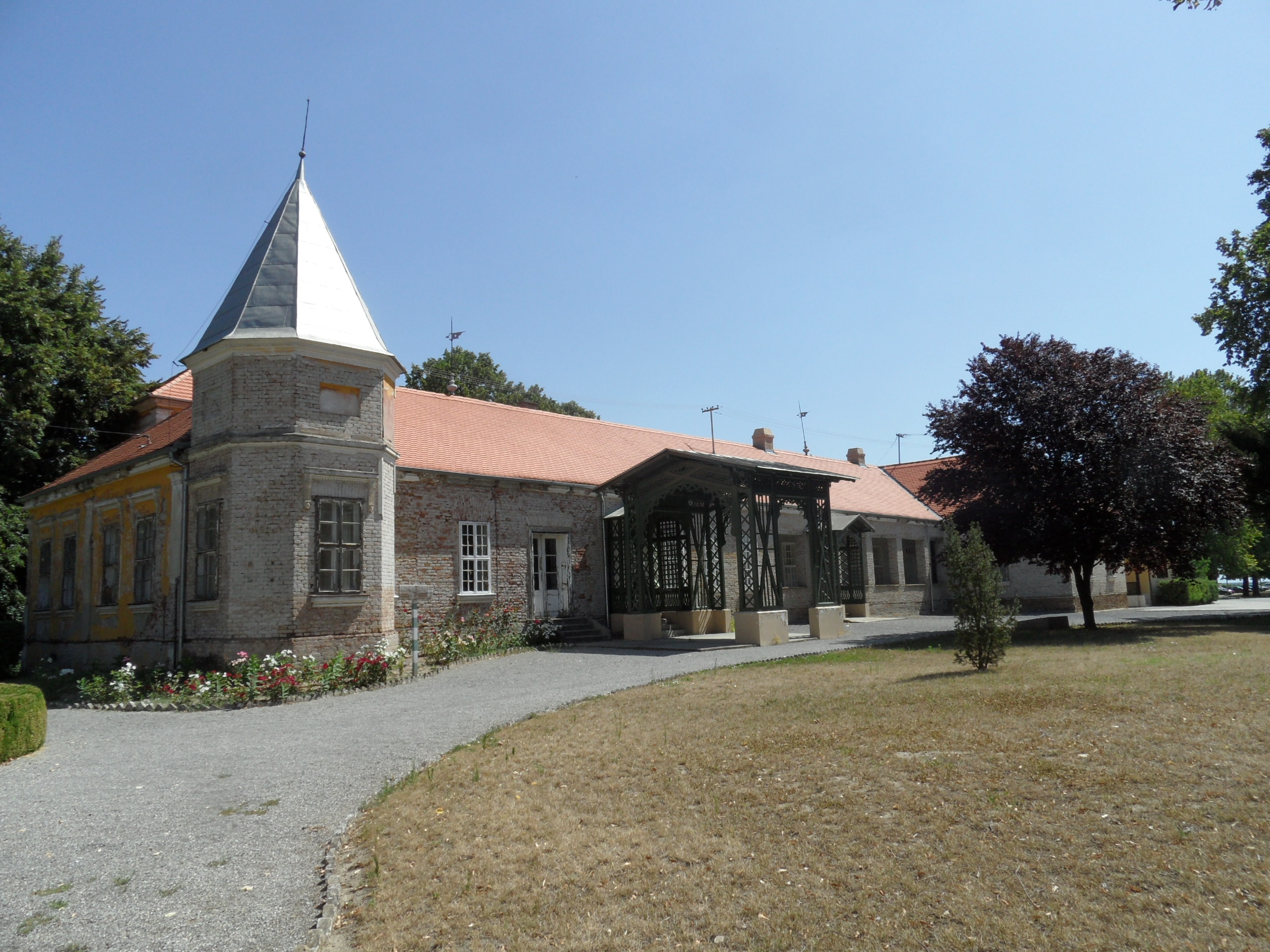
Schloss Adamović
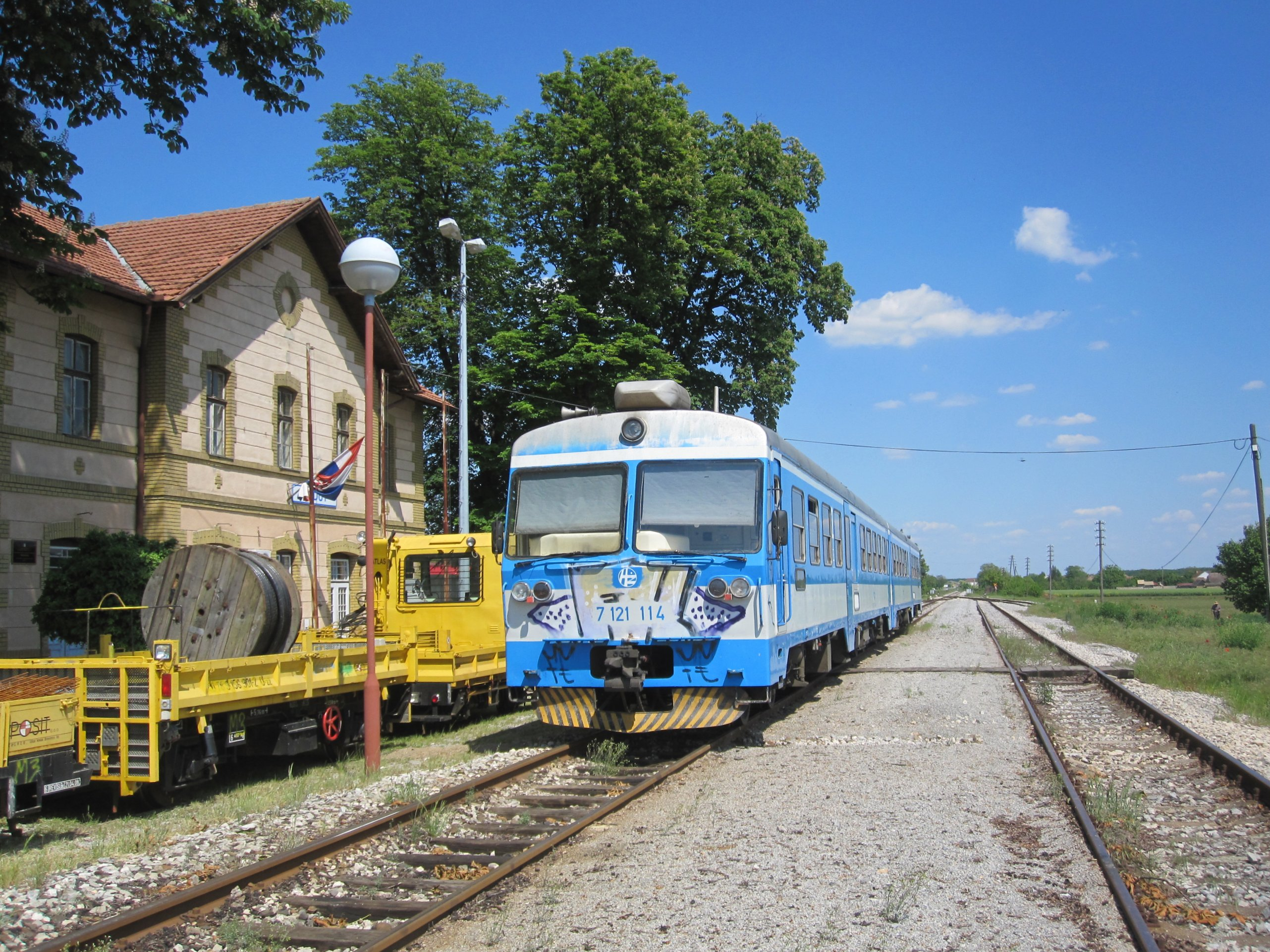
Bahnstation
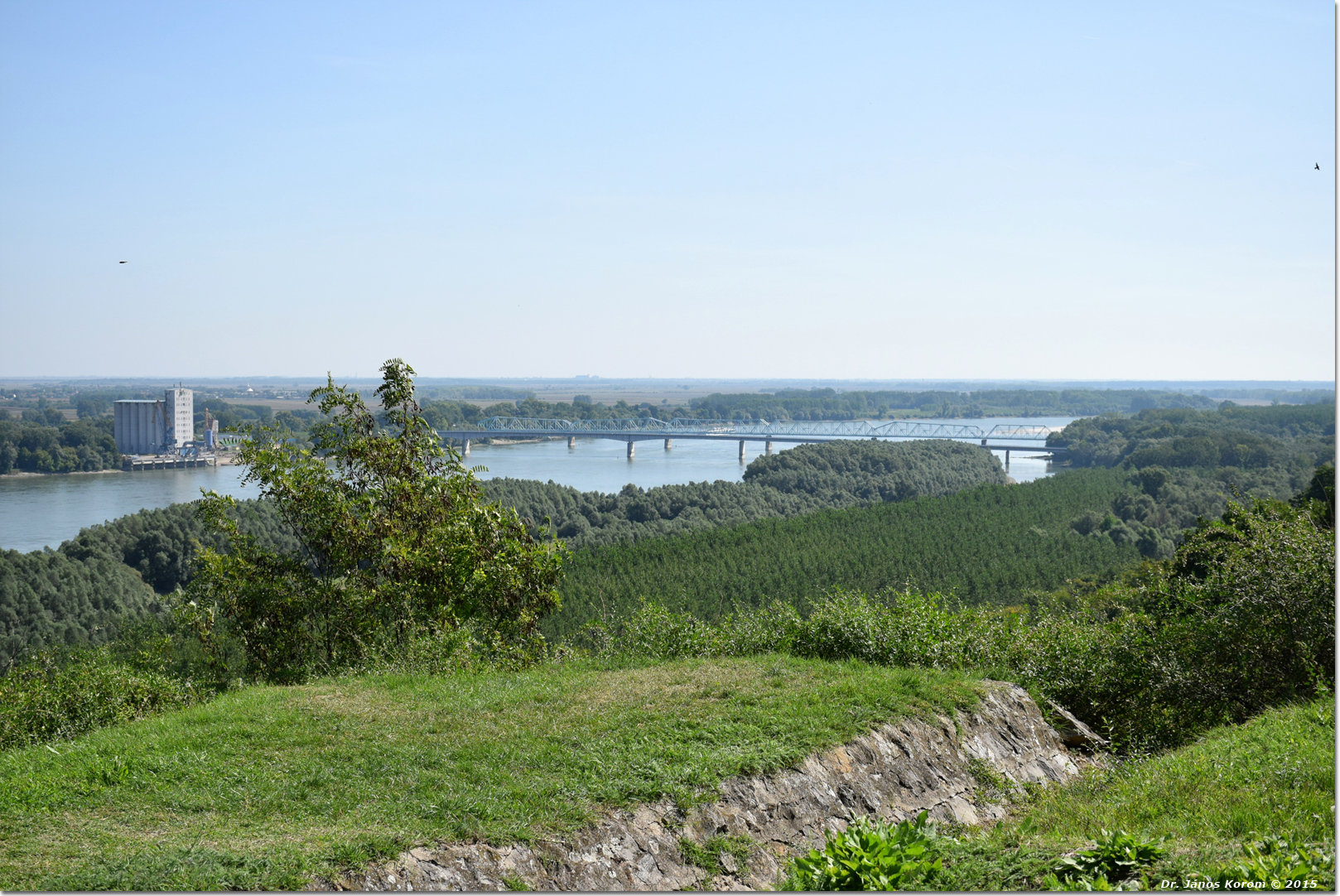
Blick auf die Donaubrücke
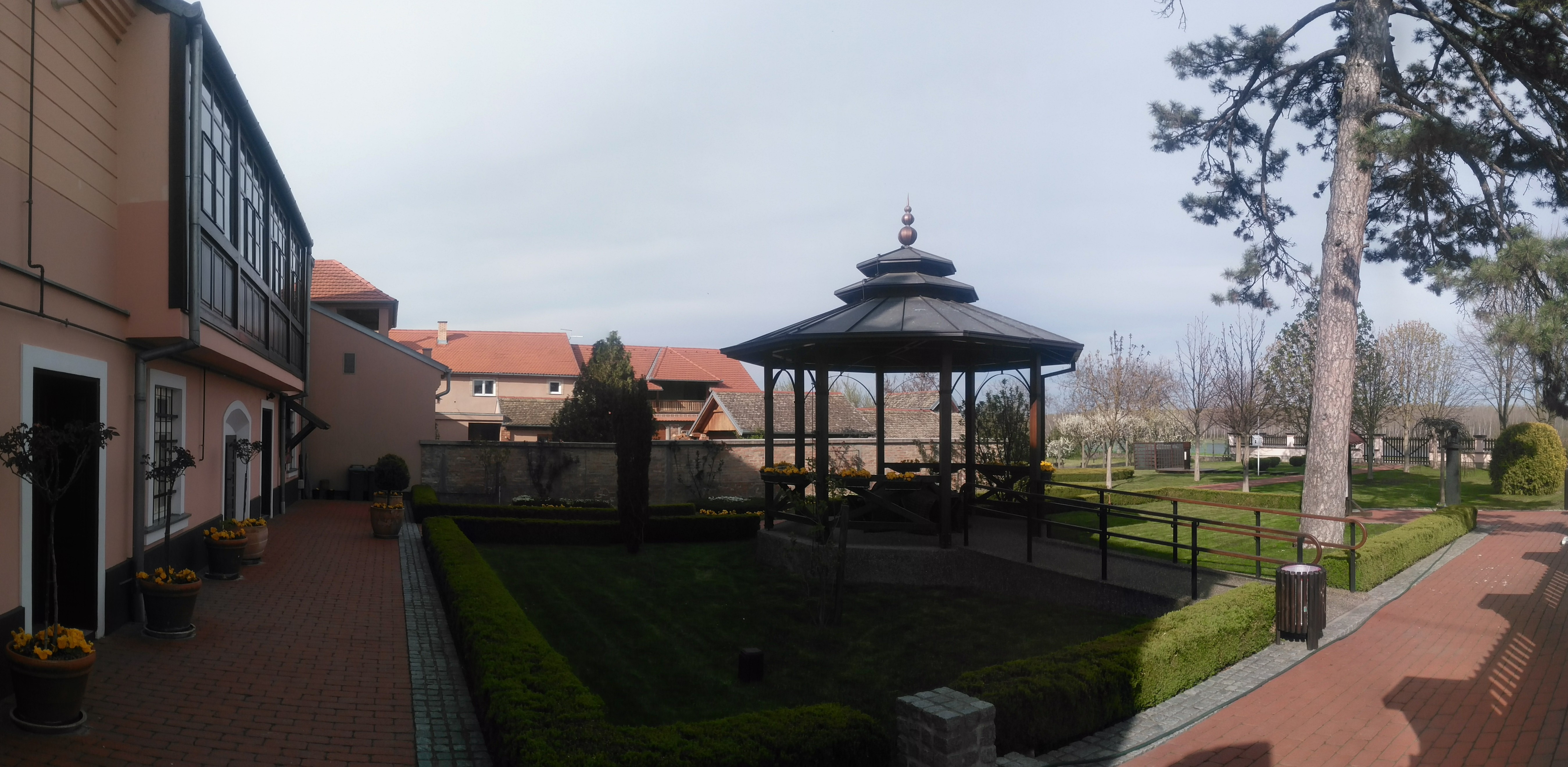
Milutin Milanković Zentrum

## Kultur- und Sportvereine
Im kroatischen Vereinsregister „Registar udruga Republike Hrvatske“ sind 14 Vereine mit Sitz in Erdut registriert (Stand: IX/2023):
- Verein zum Schutz exotischer Tierarten
- Kultur- und Kunstverein „Branko Herceg“
- Verband der Winzer und Obstbauern
- Verein „Slavonija GIS“
- Sportfischerverein „Kečiga“
- Freiwillige Feuerwehr Erdut
- Motorradklub „1001 Nacht“
- Fußballverein Erdut
- Verein „Altstadt Erdut“
- Zentrum für Donaustudien
- Ungarischer Frauenverein Erdut
- Jagdverein „Srnjak“
- Jugendklub Erdut
- Frauenverein „Vita“